# اولد گرینوچ (کنتیکت)
اولد گرینوچ (به انگلیسی: Old Greenwich) یک منطقهٔ مسکونی در ایالات متحده آمریکا است که در شهرستان فیرفیلد، کنتیکت واقع شده‌است.